# Diaf Bikryan
 (décembre 2024).
Diaf Bikryan, né à Pointe-Noire en 1990, est poète, écrivain congolais résidant à Brazzaville. Il est auteur de trois recueils de poèmes dont le dernier est sorti aux Editions Mikanda

## Enfance et études
Biziki Exaucé Eudrich Orthegah de son vrai nom, Diaf Bikryan est un écrivain résidant à Brazzaville.
Il a obtenu son baccalauréat en 2013 au Lycée Justin Victor Sathoud de Dolisie.

## Biographie
Il anime des nombreuses rencontres littéraires avec des écrivains et également le Club de Lecture et d’Écriture de Brazzaville qui vit depuis plus d'une décennie à l'Institut Français de Brazzaville.
Auteur du recueil de poèmes Le cœur, la Fleur et le Paysage aux Éditions Edilivre en 2015. Un recueil qu’il considère lui-même comme son premier acte poétique écrit.
En 2017, envahi par sa passion pour l’écriture, il se consacre à la littérature. Il publie, aux éditions de la Fleuvitude, un recueil de 110 poèmes intitulé Les larmes du fleuve. Débute alors sa présence et son implication dans différentes rencontres littéraires
En 2018, il est invité comme auteur à la 6e Édition de la Fête du Livre de Kinshasa par l'Institut Français de Kinshasa.
En 2019, il obtient le Premier Prix de la Nuit de la Poésie organisé par l'Institut Français du Congo.
Il a joué dans plusieurs spectacles dont le plus récent avec le poète congolais de Kinshasa Youssef Branh dans Fragments à l'Institut Français du Congo et à Yali Congo Alumni.
En 2024, il est invité comme auteur à la 10e édition de la Fête du Livre de Kinshasa en République démocratique du Congo.

## Publications
- Le cœur, la Fleur et le Paysage, Edilivre, 2015
- Les larmes du fleuve, Ed. Fleuvitude, 2017
- Apnée, Ed. Mikanda, 2024

## Voir Aussi